# Wielka Bukowa (Beskid Sądecki)
Wielka Bukowa (1104 m) – szczyt w Beskidzie Sądeckim w bocznym grzbiecie Pasma Jaworzyny. Grzbiet ten  odgałęzia się w znajdującym się w głównej grani Pasma Jaworzyny wierzchołku Bukowa (1077 m) i biegnie w południowym kierunku poprzez Wielką Bukową do Kotylniczego Wierchu (1032 m). Zachodnie stoki grzbietu opadają do doliny potoku Szczawnik, wschodnie do Szczawniczka –  jego dopływu
Wielka Bukowa jest całkowicie zalesiona. Dominuje buk z dużą domieszka jodły. W dolnej części zachodnich stoków, w dolinie potoku Szczawnik znajduje się rezerwat przyrody Żebracze chroniący naturalny fragment buczyny karpackiej.
Cały grzbiet Wielkiej Bukowej znajduje się poza szlakami turystycznymi.

## Przypisy

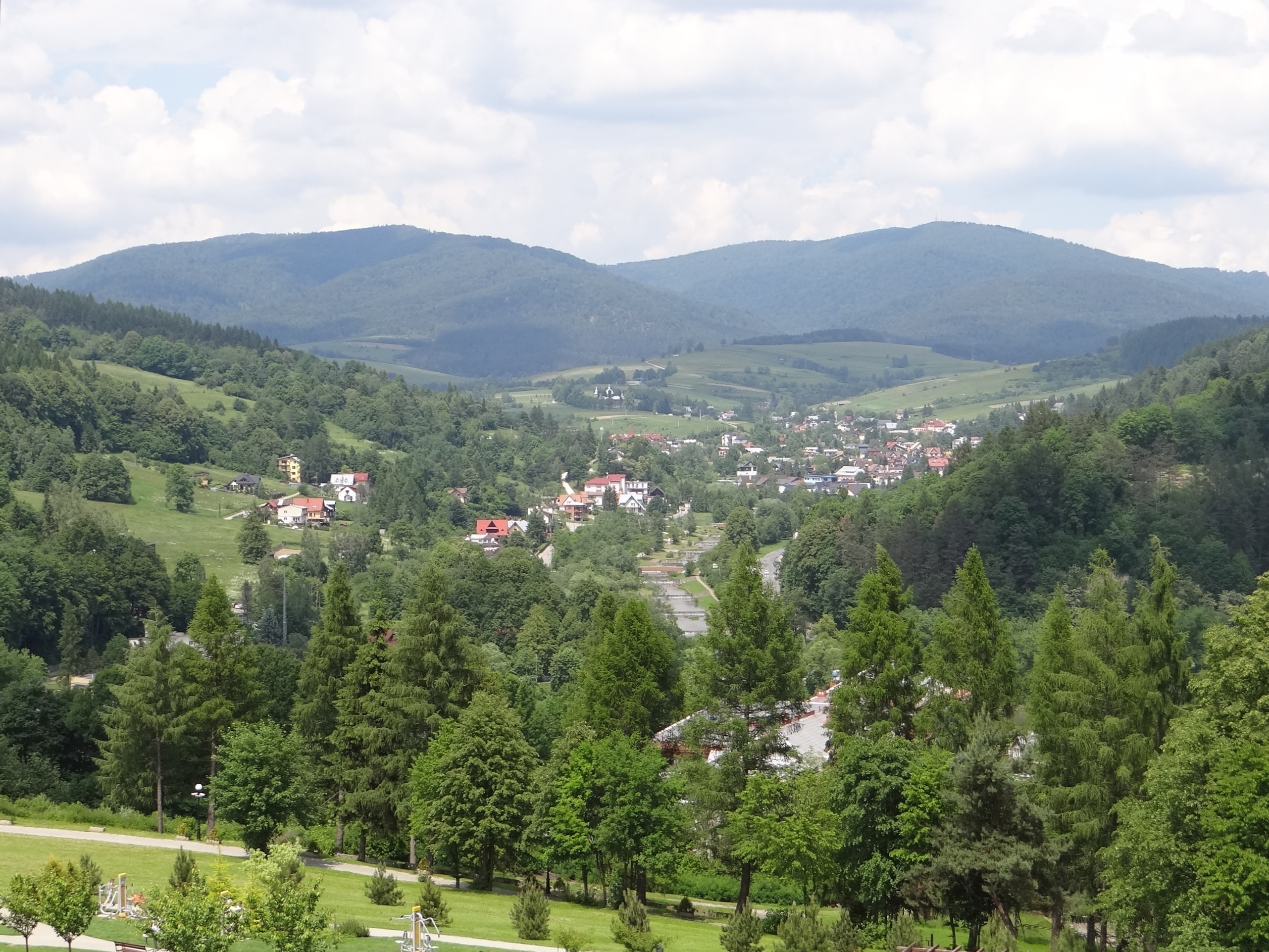
Widok z wieży widokowej w Muszynie
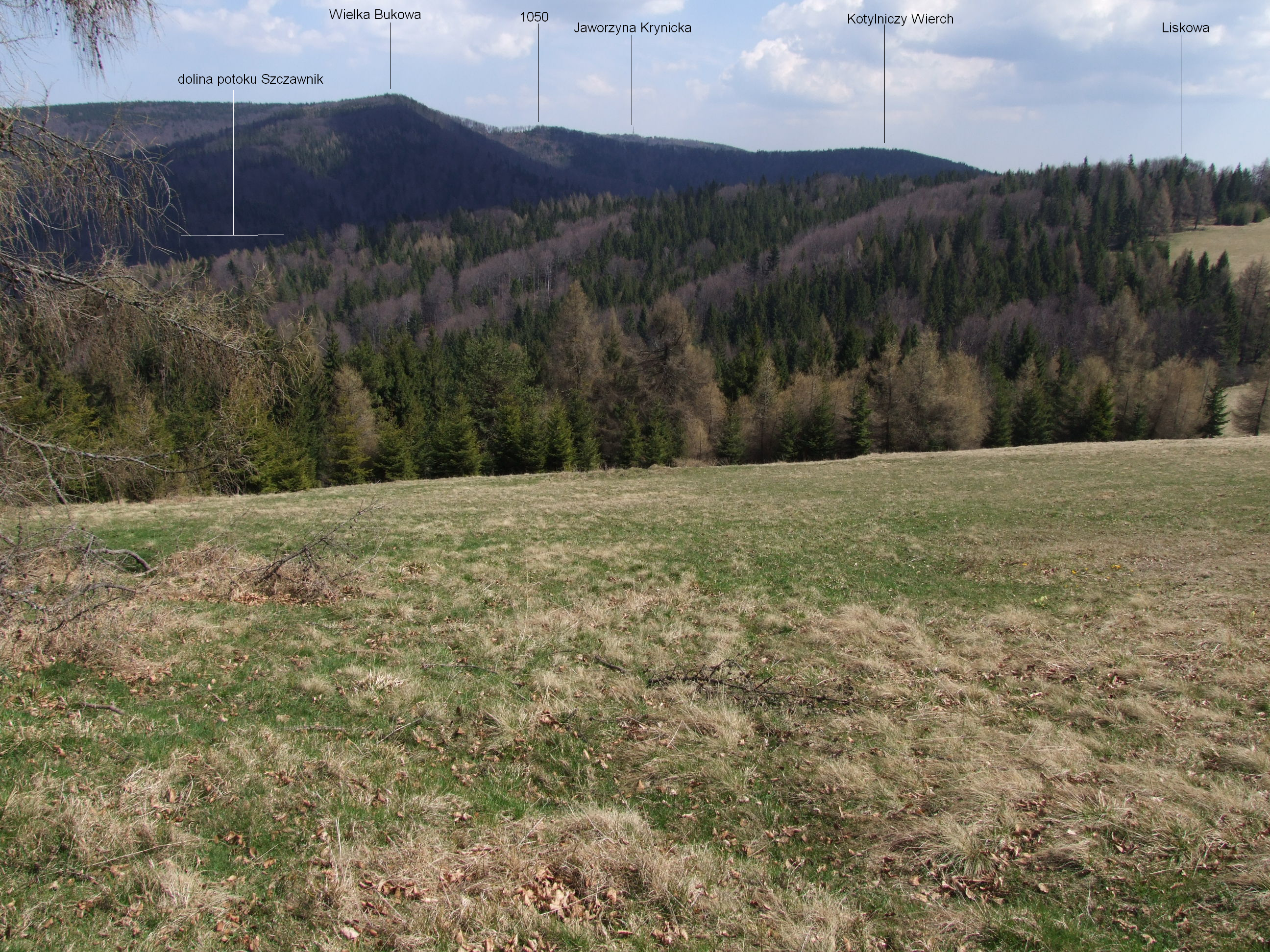
Widok z zachodniej strony